# Sidi Abdel Rahman
Sidi Abdel Rahman (arabisk: سيدي عبدالرحمن) er en landsby i Egypten. Sidi Abdel Rahman er mest berømt for sin strand, der ligger 132 km vest for Alexandria og ca. 30 km vest for el-Alamein. Dette ørken- og strandområde ligger 190 km øst for Mersa Matruh og er ofte et hvilested på ture fra Alexandria til Siwa Oasen og til Matruh. 
Et firma i Dubai med en egyptisk partner har fået rettighederne til at udvikle området ved Sid Abdel Rahman-bugten ved Middelhavet, herunder Al Alamin Hotel. Det er planen, at der skal bygges en ny helårsby til en pris på omkring 10 mia. USD.
El-Alamein er stedet hvor de berømte slag fandt sted under 2. verdenskrig. Militærkirkegårde for de allierede, tyske og italienske døde ligger tæt ved Sidi Abdel Rahman og el-Alamein.
Der er et stort feriecenter under opførelse med navnet Marissa Resort i august 2008.